# Liste der Bodendenkmale in Wyk auf Föhr
In der Liste der Bodendenkmale in Wyk auf Föhr sind die Bodendenkmale der Gemeinde Wyk auf Föhr nach dem Stand der Bodendenkmalliste des Archäologischen Landesamts Schleswig-Holstein von 2016 aufgelistet. Die Baudenkmale sind in der Liste der Kulturdenkmale in Wyk auf Föhr aufgeführt.
| Denkmal-ID           | Befundart           | Bezeichnung            | Zeitstellung                 | Lage | Bemerkungen | Bild |
| -------------------- | ------------------- | ---------------------- | ---------------------------- | ---- | ----------- | ---- |
| aKD-ALSH-Nr. 001 803 | Grabmal > Grabhügel | Grabhügel „Galgenberg“ | Vor- und/oder Frühgeschichte |      |             |      |